# Fábio de Matos Pereira
Fábio de Matos Pereira, meglio noto come Fabinho (Rio de Janeiro, 26 febbraio 1982), è un ex calciatore brasiliano, di ruolo centrocampista.

## Carriera
Ha giocato nella massima serie dei campionati brasiliano, cipriota, rumeno, ucraino e lettone.